# Amphinema biscayana
Amphinema biscayana is een hydroïdpoliep uit de familie Pandeidae. De poliep komt uit het geslacht Amphinema. Amphinema biscayana werd in 1907 voor het eerst wetenschappelijk beschreven door Browne. 